# Pohja
Pohja este o fostă comună din Finlanda.